# 扎斯塔瓦M72輕機槍
扎斯塔瓦M72（英語：Zastava M72）是一款由當時的南斯拉夫武器生產商扎斯塔瓦武器公司所研製和生產的轻机枪。通俗而言，扎斯塔瓦M72幾乎是前苏联RPK輕機槍的直接彷製型，唯一的視覺差異在於其槍管、木製槍托、無機匣左側的華沙條約導軌和設計上有略微修改的木製護木。發射7.62×39毫米（M43）苏联口徑步枪子彈。

## 概述
扎斯塔瓦M72裝填並發射7.62×39毫米M43蘇聯口徑步槍子彈。它是一挺氣動式傳動活塞、氣冷式槍管、彈鼓及彈匣供彈、擊發調變，並且裝有固定式槍托以及於槍管扣上兩腳架的槍械。它亦是一款很像蘇聯RPK輕機槍的班用自動武器，但也具有其獨特的設計特徵。
扎斯塔瓦M72是蘇聯RPK輕機槍的近似仿製型，兩者之間有著一些差異。它無法於機匣左側裝上華沙條約導軌（換句話說，無法安裝PSO-1等快拆式瞄準鏡）；可另一方面，護木以上的散熱孔卻與RPK同樣是兩個，而非同廠的M70的三個。槍托也有所不同，M72採用與M70B1型號相同的槍托，具有類似於常規AK突击步槍的形狀，使其伏射時時更容易抵肩射擊。裝備於機械化步兵部隊的M72則是改為裝上折疊式槍托。它裝有加固型機匣、夜間瞄準具，但並無提把。槍管也與其他RPK輕機槍有所不同，活塞筒以下的身管部分所具有的散熱片有助於長時間射擊以後的散熱。M72只配備了重型輪廓槍管，而俄羅斯和羅馬尼亞的RPK則可以選用輕型或重型槍管配置。

## 衍生型
- M72——裝有固定木製槍托的標準版本。採用銑削（英语：Milling (machining)）製機匣。
- M72B1——與M72相同，但使用更新型的衝壓製機匣，而非銑削製機匣。
- M72AB1——與M72B1相同，但改為裝上與AKMS相同的折疊式槍托。

伊拉克也以“塔布克”的名義，授權彷製了M70A和M72的型號，並生產了眾多的衍生型（如塔布克狙擊型步槍）。
另外還有在美国生產的M72B1的半自動衍生型，使用原裝零件套件和美國生產的機匣和槍管所組裝而成。

## 使用國
- 亞美尼亞
- 柬埔寨
- 伊拉克
- 科索沃
- 蒙特內哥羅
- 北馬其頓
- 巴勒斯坦
- 塞爾維亞
- 斯洛維尼亞
- 南非
- 乌克兰
- 南斯拉夫